# Jethou

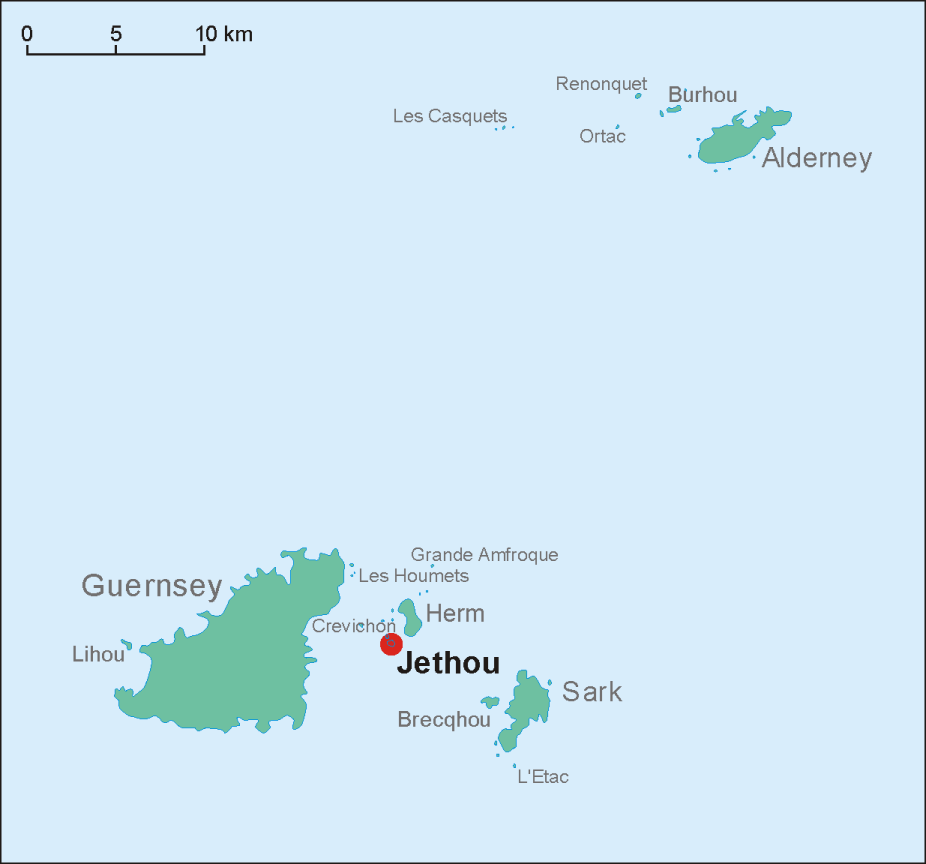
Położenie wyspy Jethou w Baliwacie Guernsey

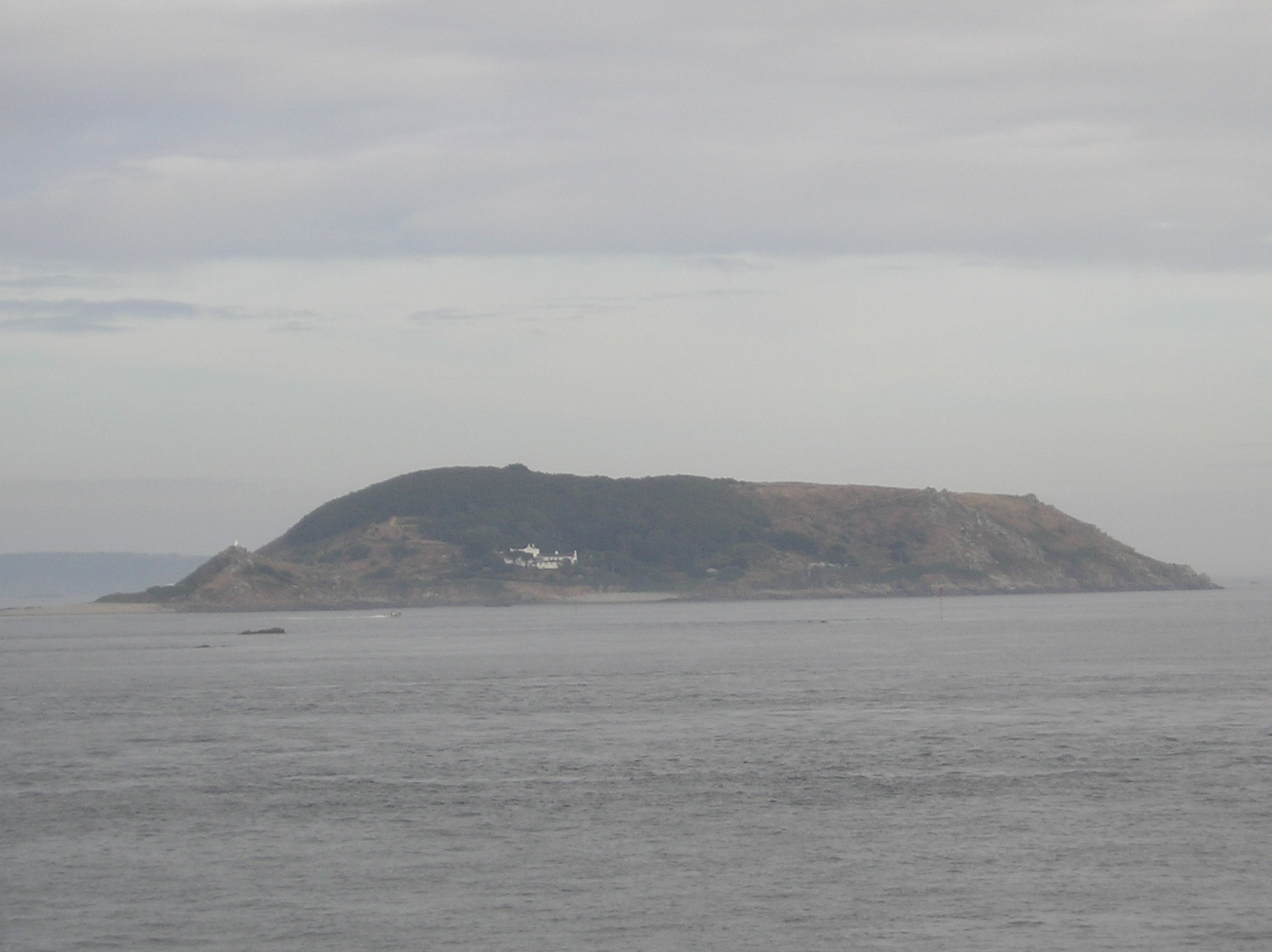
Wyspa Jethou widziana z Saint Peter Port

Jethou – jedna z Wysp Normandzkich wchodząca w skład Baliwatu Guernsey. Jethou była pierwszą z Wysp Normandzkich, która w XI w. znalazła się pod panowaniem Korony Brytyjskiej – pozostałe wyspy w dalszym ciągu stanowiły wówczas część Księstwa Normandii. 
Wyspa położona jest 800 metrów na południe od wyspy Herm, ma ok. 18 ha powierzchni i jest dzierżawiona przez władze Guernsey prywatnej osobie (obecnie jej 24. dzierżawcą jest Peter Ogden). Wyspa sąsiaduje bezpośrednio z wysepkami Crevichon i Grande Fauconnière, z którymi łączy się w jeden ląd w czasie odpływów. 